# Siegfried Cruden
Siegfried Cruden (28 november 1959) is een Surinaamse oud-atleet, die zich toelegde op de sprint.
Hij maakte samen met vier andere Surinaamse sporters (waaronder één andere atleet: Tito Rodrigues) deel uit van het Surinaams Olympisch team voor de Olympische Zomerspelen van 1984 in Los Angeles (Verenigde Staten). Cruden had de eer om bij de openingsceremonie de Surinaamse vlag te mogen dragen.
Op de 400 m liep hij de eerste ronde in 50,07 s, wat niet goed genoeg was om door te kunnen naar de kwartfinale. Op de 800 m kon hij met een tijd van 1.53,31 evenmin door naar de volgende ronde.

## Persoonlijke records
| Onderdeel | Prestatie | Datum |
| --------- | --------- | ----- |
| 400 m     | 50,07     | 1984  |
| 800 m     | 1.53,31   | 1984  |